# Uruma
Uruma (Japans: うるま市, Uruma-shi) is een Japanse stad in de prefectuur Okinawa. In 2015 telde de stad 119.314 inwoners.

## Geschiedenis
Op 1 april 2005 werd Uruma benoemd tot stad (shi). De stad ontstond die dag door het samenvoegen van de steden Gushikawa (具志川市), Ishikawa (石川市) en de gemeenten Katusren (勝連町) en Yonajo (与那城町).
Subprefecturen:
Miyako · Yaeyama

Steden:
Ginowan · Ishigaki · Itoman · Miyakojima · Nago · Naha (hoofdstad) · Nanjo · Okinawa · Tomigusuku · Urasoe · Uruma

Districten:
Kunigami · Miyako · Nakagami · Shimajiri · Yaeyama
Gemeenten per district